# Sven Utterström
Pour les articles homonymes, voir Sven.
Sven Utterström (né le 16 mai 1901 et décédé le 7 mai 1979) est un ancien fondeur suédois.

## Jeux olympiques
- Jeux olympiques d'hiver de 1932 à Lake Placid 
  -  Médaille d'or sur 18 km.

## Championnats du monde
- Championnats du monde de ski nordique 1930 à Oslo 
  -  Médaille d'or sur 50 km.
- Championnats du monde de ski nordique 1933 à Innsbruck 
  -  Médaille d'or en relais 4 × 10 km.
  -  Médaille d'argent sur 50 km.